# Abisara tina
Abisara tina är en fjärilsart som beskrevs av Hans Fruhstorfer 1904. Abisara tina ingår i släktet Abisara och familjen Riodinidae. Inga underarter finns listade i Catalogue of Life.